# Ohrenkuss
Ohrenkuss (Untertitel: … da rein, da raus) ist ein Kulturmagazin, das von Menschen mit Down-Syndrom gemacht wird und in seiner Konzeption einzigartig ist. Präsentiert werden ausschließlich Texte und gegebenenfalls Illustrationen, die Menschen mit Down-Syndrom verfasst haben. Das Layout und die Fotos stammen von professionellen Fotografen.

## Geschichte
Die Idee zu einem entsprechenden Magazin kam Katja de Bragança auf einem internationalen Kongress zum Thema Down-Syndrom im Jahre 1987 im Rahmen eines Vortrags über einen jungen Mann mit Down-Syndrom, der die Geschichte von Robin Hood nacherzählte. Zu dieser Zeit war man der Ansicht, Menschen mit Down-Syndrom seien generell unfähig, schreiben und lesen zu lernen.
Von 1998 bis 2000 leitete die promovierte Biologin de Bragança am Bonner Medizinhistorischen Institut ein von der Volkswagenstiftung finanziertes Forschungsvorhaben. Die Ausgangsfragen waren:
Wie erleben Menschen mit Down-Syndrom die Welt? Wie sieht die Welt Menschen mit Down-Syndrom? – Eine Gegenüberstellung.
De Braganças Anspruch war ein wissenschaftlich fundiertes Projekt, das trotzdem zeitgemäß sein und in einer für die Öffentlichkeit sichtbaren und verständlichen Form präsentiert werden sollte. Die Idee war, aus originellen und einzigartigen Texten von Menschen mit Down-Syndrom ein Magazin zu erstellen. Dies erschien als geeignetes Medium, um die Fähigkeiten und die Kreativität der Menschen mit Down-Syndrom auch einer breiteren Öffentlichkeit zu vermitteln. Zugleich würde ein Magazin als Forum dazu dienen, das Potential von Menschen mit Down-Syndrom zu entwickeln und ihr Selbstbewusstsein zu stärken.
Der Titel der Zeitschrift Ohrenkuss … da rein, da raus entstand in einer der ersten Sitzungen. Ein Autor drückte de Bragança spontan einen Kuss auf das Ohr, woraufhin alle lachten und jemand rief: „Ein Ohrenkuss!“ Die Erklärung folgte sofort: „Man hört und sieht ganz vieles – das meiste davon geht zum einen Ohr hinein und sofort zum anderen Ohr wieder hinaus. Aber manches ist auch wichtig und bleibt im Kopf – das ist dann ein Ohrenkuss.“
Die Finanzierung durch die Volkswagenstiftung lief über einen Zeitraum von zwei Jahren. In diesem Rahmen entstanden die ersten vier Ohrenkuss-Ausgaben, eine Weiterführung des Magazins wurde aber von den Autoren, de Bragança und den Lesern gewünscht.

## Themen
Jede Ausgabe des Magazins hat ein bestimmtes Thema zum Gegenstand, z. B. Liebe, Arbeit, Musik, Sport, Lesen, Schreiben, Mode, Superkräfte, Wohnen und Traum. Die Themen werden in einer Redaktionssitzung von den Autoren selbst zur Diskussion gestellt und ausgewählt. Zur Recherche unternimmt das Ohrenkuss-Team häufig Exkursionen.
2005 reisten de Bragança und die Autorinnen Angela Fritzen und Veronika Hammel, begleitet von der GEO-Journalistin Susanne Krieg und dem Fotografen Michael Bause, in die Mongolei. Zu dieser Reise entstanden ein Ohrenkuss-Magazin „Mongolei“ (No. 15/2005) sowie ein ausführlicher Artikel in der GEO (8/2006). Für die Ausgabe zum Thema „Mode“ (13/2004) wurden Ohrenkuss-Autoren modisch eingekleidet und von dem professionellen Fotografen Mathias Bothor abgelichtet. Für die Ausgabe „Luxus“ (18/2007) besuchte das Team das Historische Grüne Gewölbe in Dresden, für „Wohnen“ (16/2006) das Bauhaus Musterhaus Am Horn in Weimar. Im Rahmen des Themas „Jenseits von Gut und Böse“ (14/2005) war das Ohrenkuss-Team in der Gedenkstätte Buchenwald und verfasste emphatische Texte. Außerdem besuchte die Redaktion eine Ausstellung über Erwin Wurm im Kunstmuseum Bonn für das Thema „Du bist ein Mensch“ (25/2010) und das Arp Museum Bahnhof Rolandseck für das Thema „Paradies“ (23/2009). Für das Heft „Anfang der Welt“ (36/2016) besuchte das Ohrenkuss-Team neben dem Arp-Museum auch die Bundeskunsthalle in Bonn.

## Redaktion
Die Redaktion hat ihren Sitz in Bonn, Redaktionssitzungen finden vierzehntäglich statt. Rund achtzehn Menschen mit Down-Syndrom zwischen 19 und 58 Jahren zählen zu den festen Autoren, die regelmäßig an den Sitzungen teilnehmen. Neben ihrer Tätigkeit bei Ohrenkuss gehen die Autoren beruflichen Tätigkeiten nach oder befinden sich noch in der (Schul-)Ausbildung.
Die während der Redaktionssitzungen entstehenden Texte werden entweder selbst geschrieben oder einer Schreibassistenz diktiert. Weder Rechtschreibung noch Inhalte werden korrigiert.
Zusätzlich zum Bonner Redaktionsteam hat Ohrenkuss rund 40 aktive Fernkorrespondenten in Deutschland, Österreich, der Schweiz und den USA, die ihre Beiträge zu den jeweiligen Themen an die Redaktion in Bonn senden.
Die letzte Auswahl der Texte unterliegt einer Textredaktion, nur eine kleine Auswahl der verfassten Texte wird abgedruckt. Während der meist halbjährlichen Redaktionsarbeit der Bonner Autoren entstehen zahlreiche Texte, die sich im Laufe der Recherchezeit inhaltlich immer mehr verdichten. Der Schreibstil der Autoren wird oft als eigenwillig, phantasievoll und unverfälscht bezeichnet.
Durch sein professionelles Layout hebt sich das Magazin von Publikationen aus dem Behindertenbereich ab. Ohrenkuss arbeitet mit wechselnden professionellen Fotografen. Der ästhetischen Gestaltung der Hefte, die Fotografien mit Illustrationen der Ohrenkuss-Redakteure kombiniert, widmet sich die Kölner Grafikerin Maya Hässig. Sowohl in der Online- als auch in der Printausgabe verzichtet Ohrenkuss gänzlich auf Werbung.

## Leserschaft
Zu den Abonnenten gehören unter anderem Journalisten, Werbetexter, Künstler, Fotografen, Ärzte, Hebammen, Humangenetiker, Germanisten, Lehrer sowie Menschen mit Down-Syndrom, deren Verwandte und Bekannte.

## Das Wörterbuch
Zum zehnjährigen Bestehen des Magazins erschien im November 2008 das Ohrenkuss-Wörterbuch, das im Stil eines Nachschlagewerkes Texte und Fotografien der Redakteure versammelt. Für das Layout des Buches ist Jennifer Skupin (Design-Agentur KesselsKramer, Amsterdam) verantwortlich, verlegt wird es im Eigenverlag von den Herausgeberinnen Bärbel Peschka und Katja de Bragança. Für das Wörterbuch erhielt Ohrenkuss 2010 unter anderem den Designpreis der Bundesrepublik Deutschland.

## Lesungen
Neben der redaktionellen Arbeit am Magazin organisiert Ohrenkuss auch Lesungen, bei denen die Autoren ihre Texte live vor Publikum vortragen. In der Vergangenheit haben diese Lesungen oftmals im Rahmen von Festivals stattgefunden, so gab es etwa 2011 beim „Grenzenlos Kultur Festival“ in Mainz eine Ohrenkuss-Lesung zum Thema Mongolei. Zudem trat Ohrenkuss 2014 bei der Lit.Cologne auf. 2008 fand außerdem eine Lesung statt, bei der der Autor Wiglaf Droste Beiträge aus dem Wörterbuch des Ohrenkuss’ vorlas.

## Kooperationen
Über die Arbeit an der Zeitschrift hinaus kooperiert die Ohrenkuss-Redaktion auch mit verschiedenen Institutionen. So führen Redakteure des Ohrenkuss’ beispielsweise in Kooperation mit der Aktion Mensch regelmäßig Interviews mit Persönlichkeiten des öffentlichen Lebens durch, so etwa mit der Lindenstraße-Darstellerin Irene Fischer und dem Radiotalkmaster Jürgen Domian.
Im Jahr 2014 entstanden in Zusammenarbeit mit der Bundeszentrale für politische Bildung mehrere Videoclips, in denen Redakteure des Ohrenkuss’ politische Themen wie Europa, Wählen und Inklusion erklären.

## Auszeichnungen
- 2012 Matthias-Claudius-Preis für soziales Handeln
- 2012 Goldene „Bild der Frau“ für Dr. Katja de Bragança
- 2011 LVR-Ehrenpreis für soziales Engagement
- 2011 Designpreis der Bundesrepublik Deutschland in Silber für das Ohrenkuss-Wörterbuch
- 2010 Bundesverdienstkreuz am Bande für Katja de Bragança
- 2009 Designpreis NRW: dritter Preis für das Ohrenkuss-Wörterbuch
- 2009 BCP-Award Best of Corporate Publishing, Gold
- 2008 nominiert: Shortlist der schönsten deutschen Bücher 2008
- 2008 das Magazin Ohrenkuss im „Big book of Brochures“
- 2007 Gesundheitspreis pulsus, Kampagne des Jahres
- 2007 nominiert für den Goldenen Prometheus
- 2007 AstridAward – Internationaler Preis für gutes Design New York, Bronze
- 2006 BCP-Award Best of Corporate Publishing, Gold
- 2006 „Ausgewählter Ort 2006“, Land der Ideen
- 2006 Jugendkulturpreis NRW, 3. Preis
- 2005 Deutscher PR-Preis
- 2004 Oskar-Kuhn-Preis der Bleib-Gesund-Stiftung, 1. Preis
- 2004 Ideenpreis der Körber-Stiftung
- 2004 BIENE-Award, Bronze
- 2004 Innovationspreis des Hausärzteverbandes Nordrhein
- 2000 Aktionsprogramm „PUSH – Dialog Wissenschaft und Gesellschaft“, Stifterverband für die deutsche Wissenschaft
- 1999 Förderpreis „Demokratie Leben“ des Deutschen Bundestags und der Initiative „Demokratie leben“

### Presseberichte
- Ohrenkuss-Team schreibt über Urknall und Geburt, Weltall und Erde auf rehacare.de, 16. März 2016
- Am Anfang der Welt auf freitag.de, 28. März 2016
- Ohrenkuss: da rein, da raus - das etwas andere Magazin. In: Magazin der Volkswagenstiftung, Ausgabe 02/2015
- Der Ohrenkuss im Kopf. (PDF) In: Kölnische Rundschau, 10. Mai 2014
- Auf Augenhöhe. (PDF) In: General-Anzeiger, 26. April 2014
- Da rein, da raus – und drin bleibt der Ohrenkuss. Spiegel Online, 21. April 2014
- Ohrenkuss von Autoren mit Down-Syndrom auf mittelbayerische.de, 21. März 2014
- Unverfälscht authentisch auf fr-online.de, 21. März 2014
- Kuss aufs Ohr – eine Zeitschrift feiert Geburtstag auf evangelisch.de, 21. März 2013
- Das historische Bild. 15 Jahre Ohrenkuss-Redaktion. (PDF) In: Menschen. Das Magazin, Januar 2013
- Unterschiedlich sein dürfen. (PDF) forsch universität bonn, Februar 2012
- Mongolisch ist mongolisch und klingt so wie mongolisch. In: Aus Politik und Zeitgeschichte, 7. Juni 2010
- Die trotzdem Geborenen. In: Die Zeit, Nr. 12/2009
- Die Welt mit fremden Augen – Bilderstrecke zum Ohrenkuss-Wörterbuch auf süddeutsche.de, 24. Dezember 2008
- Keine Zahlen, sondern Buchstaben: Ohrenkuss von A-Z auf faz.net, 2. Dezember 2008
- Eine Seele mit vier Beinen. Spiegel Online,  7. Dezember 2004
- Einfach etwas anders. In: Berliner Zeitung, 13. Oktober 2003

### Fernsehberichte (Auswahl)
- Bericht im ZDF-Format Nano (Sendung) am 9. Oktober 2012, einsehbar auf der Mediathek des ZDF
- Menschen mit Down-Syndrom als Redakteure., 3sat, 9. Oktober 2012
- Beitrag „Wir sind Ohrenkuss – Viel mehr als bloß ’ne Zeitung“ im Hessischen Rundfunk am 15. Februar 2003 ausgestrahlt.

Eine vollständige Liste der Fernsehberichterstattung zum Ohrenkuss ist auf der Ohrenkuss-Website einsehbar.